# NGC 1798
NGC 1798 é um aglomerado aberto na direção da constelação de Auriga. O objeto foi descoberto pelo astrônomo Edward Barnard. Devido a sua moderada magnitude aparente (+10), é visível apenas com telescópios amadores ou com equipamentos superiores. 